# ピョートル・ニコラエヴィチ
ピョートル・ニコラエヴィチ（ロシア語表記：Пётр Николаевич,1864年1月10日 - 1931年1月17日）は、ロシア帝国の皇族。ニコライ1世の孫息子の一人で、ロシア大公の称号を有した。

## 生涯
1864年1月10日、ニコライ大公とアレクサンドラ大公妃の次男として、サンクトペテルブルクに生まれる。成長後はロシア帝国陸軍に中尉として入隊した。
1907年、ピョートルの兄ニコライ・ニコラエヴィチ大公と、妻ミリツァ・ニコラエヴナの妹アナスタシアが結婚した。ニコライ夫妻とピョートル夫妻は、20世紀初頭のロシア宮廷で非常に大きな影響力を振るった。二組の夫婦は「黒い家族」というあだ名を付けられ、オカルトに熱中していた。彼らは最初、フィリップ・ヴァショというスイス人の偽神秘家をニコライ2世とアレクサンドラ皇后に紹介し、次いでロシア人農夫上がりのグリゴリー・ラスプーチンを紹介した。
皇帝の義理の甥であるフェリックス・ユスポフは、ピョートルとミリツァ、アナスタシア姉妹を「邪悪な権力の中心」と呼んでいた。こうした見方は徐々にロシア宮廷中に浸透していった。マリア皇太后は、ニコライ、ピョートルとその妻たちが宮廷を牛耳るため、ノイローゼ気味のアレクサンドラのもとにラスプーチンを送り込んだと信じていた。しかし、1914年までにアレクサンドラ本人も彼らを「黒い家族」と呼ぶようになり、彼らに操られていると意識し始めた。
ピョートル夫妻とニコライ夫妻は、ロシア革命後にイギリス戦艦マールバラに乗ってロシアを脱出し、南フランスに亡命した。ピョートルは1931年にアンティーブで死去し、妻ミリツァは1951年にエジプトのアレクサンドリアで死去した。

## 家族
1889年7月26日、モンテネグロ国王ニコラ1世の娘ミリツァと結婚し、4人の子女をもうけた。
- マリナ（1892年 - 1981年）
- ロマン（1896年 - 1978年）
- ナジェジダ（1898年 - 1988年）
- ソフィヤ（1898年） - ナジェジダの双子の姉妹